# Tumba tracia de Kazanlak
La tumba tracia de Kazanlak (en búlgaro: Казанлъшка гробница, romanizado: Kazanlǎška grobnica) es una construcción funeraria de ladrillo de tipo tholos situada en las cercanías de la ciudad de Kazanlak, en la provincia de Stara Zagora, en Bulgaria central. Fue declarada Patrimonio de la Humanidad por la Unesco en 1979. Las pinturas de esta pequeña tumba son las obras maestras artísticas del período helenístico mejor conservadas de Bulgaria.
Fue descubierta en 1944 por dos soldados que estaban excavando una trinchera durante la Segunda Guerra Mundial. Hoy se encuentra en un parque pintoresco situado en el centro de Kazanlak.
La tumba, situada cerca de la antigua capital tracia de Seutópolis, forma parte de una importante necrópolis tracia. En esta región (es decir cerca de Kazanlak) se encuentran más de mil tumbas de reyes y miembros de la aristocracia tracia. 
El monumento data del siglo IV a. C. Está formado por un estrecho corredor y una cámara funeraria redonda, ambas decoradas con frescos que representan diversas escenas, entre las que destacan una pareja abrazándose en un banquete funerario ritual  y la despedida de una pareja a caballo. 